# Luchtverwarming
Luchtverwarming is een verwarmingssysteem dat gebruikmaakt van lucht voor het transport van warmte, en dat in veel gevallen ook kan dienen voor koeling en ventilatie. Anders dan bij de gebruikelijke cv-installaties is er geen water of een andere vloeistof nodig om warmte af te geven.

## Toepassingen
Toegepast in woonhuizen is het in de koude seizoenen een complete centrale verwarming en kan het in de zomer dienstdoen als airconditioning. Tevens kan het fungeren als een compleet ventilatiesysteem voor het hele huis.
Luchtverwarming wordt ook veel toegepast in 
scholen, sporthallen, kantoorgebouwen, ziekenhuizen, werkplaatsen, productieruimtes  en toonzalen.

## Apparatuur
- een verwarmingsketel of warmtebron
- een grote ventilator
- een stoffilter
  - mogelijkheid voor een extra pollenfilter in verband met allergieën.
- een geïsoleerd buizenstelsel, dat onder de vloeren en tussen wanden is weggewerkt.
- kleine roosters, die naar believen geopend of gesloten kunnen worden, in alle woonvertrekken te plaatsen in vloeren en wanden
- grotere vloerroosters die niet afgesloten mogen en kunnen worden, om de afgekoelde en met stofdeeltjes verontreinigde lucht af te voeren.
- afvoerkanaal vergelijkbaar met een schoorsteenkanaal
- gas en elektra moeten aanwezig zijn, voor respectievelijk de verwarming en de voortstuwing door de ventilator.

## Ventilatie
Bij de meeste ketels kan met een druk op de knop overgeschakeld worden op constante ventilatie, dit is comfortabel wanneer er grotere aantallen mensen, meer dan normaal, gelijktijdig in een bepaalde ruimte aanwezig zijn, zoals bij feesten en partijen.

## Airconditioning
De apparatuur kan zodanig afgesteld worden, dat wanneer in de zomer de (kamer)-temperatuur een bepaalde waarde overschrijdt, automatisch op airco wordt overgeschakeld.